# Australische terriër
De Australische terriër is een hondenras.

## Geschiedenis
De Australische terriër, ook wel liefkozend de Aussie genoemd, ontstond in de 20e eeuw en stamt waarschijnlijk van de Yorkshireterriër, de Dandie Dinmont-terriër en de cairnterriër af, die met de lokale Sidney silky werd gekruist. Het ras was vooral bedoeld als werkende erfhond, gespecialiseerd in het bestrijden van schadelijke dieren. Tegenwoordig is deze hond vooral geliefd als gezelschapshond en wordt hij tot ver buiten de grenzen van zijn oorsprongsland aangetroffen. In 1906 werd hij voor het eerst in Groot-Brittannië gesignaleerd en de fokkerij begon in 1921 na de stichting van de Australian Terrier Club, die ook de standaard vastlegde.

## Uiterlijk
De Australische terriër is een gespierde hond, die in vergelijking met zijn schofthoogte zeer lang is. Hij bereikt een schofthoogte van 25 centimeter. Hij heeft een ruwe vacht met duidelijke manen rond de hals. De vachtlengte bedraagt ongeveer 6 centimeter. De vacht op de kop is zacht.
Hoofd:
langwerpig met een vlakke schedel en matig breed. Krachtige voorsnuit, goed gevuld onder de ogen. Zwarte neusspiegel. Het schedeldak moet voorzien zijn van een kuif.
Ogen:
klein en ovaal. Normaal zijn ze ver uit elkaar geplaatst.
Oren:
klein, rechtopstaand, spits, ver uit elkaar geplaatst. Kenmerkend is dat ze zeer weinig behaard zijn.
Hals:
lang en licht gebogen.
Lichaam:
redelijk lang in verhouding tot de hoogte. Zijn schouders liggen goed naar achteren, hij heeft een matig diepe borstkas en een rechte rug.
Ledematen:
een goed ontwikkelde voorborst en sterke botten.
Voeten:
klein en rond met krachtige voetzolen. Hij heeft zwarte of donkere nagels.
Staart:
hoog aangezet. Hierbij horen de eerste twee segmenten recht te zijn. De staart hoort niet over de rug te hangen.
Vacht:
een korte, zachte ondervacht en een harde, dikke, rechte bovenvacht van gemiddelde lengte. De voorsnuit, de onderkant van de benen en de voeten moeten vrij zijn van lang haar; dit zou hen storen volgens fokkers.
Kleur:
blauwe romp met tan op benen en gezicht, de kuif is dan blauw of zilver. Een andere mogelijkheid is zandkleurig of rood.
Gewicht:
varieert van oudsher tussen 5,5 kg en 6,5 kilo.

Airedaleterriër ·
Amerikaanse staffordshireterriër ·
Australische silkyterriër ·
Australische terriër ·
Bedlingtonterriër ·
Borderterriër ·
Braziliaanse terriër ·
Bulterriër ·
Cairnterriër ·
Ceskyterriër ·
Dandie Dinmont-terriër ·
Duitse jachtterriër ·
Engelse toyterriër ·
Foxterriër ·
Glen of Imaalterriër ·
Ierse terriër ·
Irish soft-coated wheaten terrier ·
Jackrussellterriër ·
Japanse terriër ·
Kerry blue-terriër ·
Lakelandterriër ·
Manchesterterriër ·
Miniatuur Bulterriër ·
Norfolkterriër ·
Norwichterriër ·
Parson Russell-terriër ·
Schotse terriër ·
Sealyhamterriër ·
Skyeterriër ·
Staffordshire-bulterriër ·
Welsh terriër ·
West Highland white terrier ·
Yorkshireterriër